# Mordella approximata
Mordella approximata es una especie de coleóptero de la familia Mordellidae.

## Distribución geográfica
Habita en Kina Balu.